# Золотая Гора (Амурская область)
Золота́я Гора́ — село в Зейском районе Амурской области России. Входит в состав Сосновоборского сельсовета. До 2014 года образовывало Золотогорский сельсовет.
Село приравнено к районам Крайнего Севера.

## География
Расположено 85 км к северо-западу от районного центра, города Зея, на автодороге Зея — Золотая Гора — Кировский — Береговой.
Находится на водоразделе между бассейнами рек Уркан и Гилюй (обе — правые притоки Зеи).
с юга: река Обка → река Хеликан → река Арби → река Уркан;
с севера: река Хугдер → река Дубакит → река Гилюй.

## Население
| 1912 | 2002 | 2010 | 2012 | 2013 | 2014 | 2015 |
| ---- | ---- | ---- | ---- | ---- | ---- | ---- |
| 848  | ↘232 | ↘104 | ↘98  | ↘94  | ↘83  | ↘80  |
| 2016 | 2017 | 2018 |      |      |      |      |
| ↘73  | ↘68  | ↘62  |      |      |      |      |